# 鳥取看護高等専修学校
鳥取看護高等専修学校（とっとりかんごこうとうせんしゅうがっこう）とは、鳥取県東部医師会が運営する鳥取県鳥取市にある准看護師養成所。2025年度（令和7年度）（令和8年3月末）で閉校する予定である。

## 沿革
- 1953年（昭和28年） - 鳥取市三伯医師会附属准看護婦養成所の認可
- 1962年（昭和37年） - 鳥取市三伯医師会附属鳥取准看護学院と改称
- 1971年（昭和46年） - 校舎を現在地に移転
- 1972年（昭和47年） - 鳥取県東部医師会附属鳥取准看護学院に名称変更
- 1976年（昭和51年） - 鳥取県立鳥取西高等学校と指定技能連携を結ぶ。社団法人鳥取県東部医師会附属准看護高等専修学校と改名
- 1981年（昭和56年） - 社団法人鳥取県東部医師会附属鳥取看護高等専修学校に改名
- 2005年（平成17年）10月 - 新校舎竣工
- 2013年（平成25年） - 一般社団法人鳥取県東部医師会附属鳥取看護高等専修学校と改称

## 課程・学科
- 高等課程
  - 准看護学科

## かつての姉妹校
- 公益社団法人鳥取県中部医師会附属倉吉看護高等専修学校 - 2022年（令和4年）廃校
- 公益社団法人鳥取県西部医師会附属米子看護高等専修学校 - 2020年（令和2年）廃校

## 脚註
1. 1 2 3 4  専修学校名簿 鳥取県
2. ↑  看護学校一覧 公益社団法人鳥取県看護協会
3. ↑  准看護師養成所一覧 一般社団法人日本准看護師連絡会
4. ↑  学校運営に関するお知らせ 鳥取看護高等専修学校